# Heterocarpus agassizi
Heterocarpus agassizi is een garnalensoort uit de familie van de Pandalidae. De wetenschappelijke naam van de soort is voor het eerst geldig gepubliceerd in 1994 door Allen & Butler.